# Dinastia saudita

Stendardo reale della dinastia saudita

La dinastia saudita (in arabo آل سعود‎?, Āl Saʿūd), istituita dal sultano del Najd ʿAbd al-ʿAziz Āl Saʿūd, governa dal 1926 il regno arabo saudita, nato dopo la vittoriosa annessione al sultanato del regno hascemita del Hijaz.

## Definizione e poteri
Il re dell'Arabia Saudita è il capo di stato e il monarca del regno, nonché capo della famiglia saudita. I monarchi che si sono succeduti dopo la morte del fondatore sono tutti suoi figli, in ottemperanza alla legge araba mai scritta del "seniorato", che prevede che alla successione di un'istituzione sia chiamato il componente più anziano della famiglia.

Albero genealogico della dinastia saudita

In Arabia Saudita il re è conosciuto con il titolo di "custode delle due Sacre Moschee" (in arabo خادم الحرمين الشريفين‎?, Khādim al-Ḥaramayn al-Sharīfayn), cioè del Masjid al-Haram (sacra moschea) della Mecca e del Masjid al-Nabawi (moschea del Profeta) a Medina.
La successione al trono saudita è regolata dall'antica legge del "seniorato": un'assemblea familiare decide l'erede dalla generazione del predecessore o da quella immediatamente successiva, privilegiando non tanto il figlio d'un sovrano deceduto, quanto il più anziano membro della famiglia. La linea di successione non è quindi mai decisa prima dell'ascesa al trono del principe ereditario.

## Storia
La storia dell'odierna Arabia Saudita inizia pressappoco nel 1446-1447, quando il clan del Murdah si stabilì nella penisola arabica, prosegue con la fondazione prima dell'Emirato di Dirʿiyya (1744), poi con quello di Najd (1818), ed infine con la fondazione del Regno dell'Arabia Saudita (1932).

### Origini e primi secoli
Il primo antenato della dinastia saudita di cui si ha notizia è Māniʿ ibn Rabīʿa al-Muraydī, che si stabilì a Diriyya nel 1446-1447 con il suo clan, i Mrudah. Anche se i Mrudah erano considerati discendenti dalla confederazione tribale dei Rabīʿa, non è chiaro se traccino la loro discendenza al ramo dei Banū Ḥanīfa o dei Banū ʿAnaza. Māniʿ fu invitato da un parente di nome Ibn Dir, che governava una serie di villaggi e proprietà che costituiscono la moderna Riad. Il clan di Māniʿ risiedette in Arabia orientale, vicino ad al-Qaṭīf, anche se non è chiaro da quale data. Ibn Dir diede a Māniʿ due proprietà: al-Mulaybid e Ghusayba. Māniʿ e la sua famiglia si insediarono e chiamarono la regione “al-Diriyya”, dal nome del loro benefattore Ibn Dir.
I Mrudah divennero sovrani di al-Diriyya, che prosperò tra i corsi d'acqua nella Wadi Hanifa e divenne un importante insediamento nel Najd. Con la crescita del clan iniziarono le lotte per il potere, ed uno dei due rami della famiglia partì per Dhruma, mentre un altro (gli “Āl Watban”) partì per la città di Az-Zubayr, nell'Iraq meridionale. La famiglia degli Āl Muqrin (dal nome di un certo sceicco Saʿūd ibn Muḥammad ibn Muqrin, che morì nel 1725) divenne quindi sovrana tra i Mrudah di Diriyya.

### Emirato di Dirʿiyya (o primo stato saudita)

Bandiera dell'Emirato di Dirʿiyya e dell'Emirato di Najd

Il primo stato saudita venne fondato nel 1744. Questo periodo fu segnato dalla conquista delle aree circostanti e dello zelo religioso. Alla sua massima estensione il primo stato saudita includeva la maggior parte dell'odierna Arabia Saudita, ed incursioni da parte di seguaci ed alleati dei sauditi toccarono lo Yemen, l'Oman, la Siria e l'Iraq. Si ritiene che studiosi islamici, in particolare Muḥammad ibn ʿAbd al-Wahhāb e i suoi discendenti, abbiano avuto un'importante influenza sul governo saudita di questo periodo. I sauditi e i loro alleati si riferivano a loro stessi come Muwaḥḥidūn o Ahl al-Tawḥīd (“i monoteisti”), mentre più tardi vennero chiamati wahhabiti (dal nome del fondatore), un gruppo di sunniti particolarmente zelanti.
Il potere della dinastia in questo periodo passò da padre in figlio senza incidenti. Al primo imam, Muhammad ibn Sa'ud, succedette suo figlio maggiore ʿAbd al-ʿAzīz b. Muḥammad b. Saʿūd (Abdulaziz) nel 1765. Quest'ultimo, nel 1802, guidò diecimila soldati wahhabiti in un attacco alla città santa sciita di Kerbelāʾ, nell'odierno Iraq meridionale, nonché il luogo in cui al-Ḥusayn b. ʿAlī (Hussein ibn Ali), nipote di Maometto e terzo imam sciita, era stato ucciso. Guidati da ʿAbd al-ʿAzīz, i soldati uccisero più di duemila persone, inclusi donne e bambini. I soldati poi saccheggiarono la città, demolendo l'imponente cupola dorata sopra la tomba di al-Ḥusayn e caricando centinaia di dromedari con armi, gioielli, monete e altri beni di valore.
L'attacco a Kerbelāʾ convinse ottomani ed egiziani che i sauditi erano una minaccia alla pace regionale. ʿAbd al-ʿAzīz venne ucciso nel 1803, secondo alcuni da uno sciita che cercava vendetta per il sacco di Kerbelāʾ dell'anno prima. Ad ʿAbd al-ʿAzīz succedette suo figlio Saʿūd, sotto il quale lo stato saudita raggiunse la sua massima estensione. Quando Saʿūd morì nel 1814, suo figlio e successore ʿAbd Allāh dovette affrontare un'invasione ottomano-egiziana lanciata con lo scopo di recuperare il territorio ottomano perduto. Le truppe, soprattutto egiziane, riuscirono a sconfiggere ʿAbd Allāh, prendendo la capitale Dirʿiyya nel 1818. ʿAbd Allāh venne fatto prigioniero e poco dopo decapitato dagli Ottomani a Istanbul, che misero così fine all'Emirato di Dirʿiyya. Gli egiziani mandarono prigionieri a Istanbul e in Egitto molti membri del clan saudita, assieme ad altri appartenenti alla nobiltà locale e rasero al suolo la capitale Dirʿiyya.

### Emirato del Najd (o secondo stato saudita)
Nel 1818, alcuni anni dopo la caduta di Dirʿiyya, i sauditi riuscirono a ristabilire la loro autorità nel Najd, fondando quello che è conosciuto come l'Emirato del Najd o secondo stato saudita, con capitale Riad.
Rispetto all'Emirato di Dirʿiyya, quello del Najd fu segnato da una minore espansione territoriale (non riconquistarono né Hegiaz né 'Asir, ad esempio) e minor zelo religioso, sebbene i governanti sauditi continuassero ad usare il titolo di imam e ad avvalersi di studiosi salafiti. Il secondo stato venne anche segnato da gravi conflitti interni alla famiglia saudita, che portarono poi alla caduta della dinastia. La successione accadde sempre per assassinio o guerra civile, l'unica eccezione fu la successione da Fayṣal b. Turkī al figlio ʿAbd Allāh b. Fayṣal b. Turkī.
Il primo saudita a tentare di riprendere il potere dopo la caduta di Dirʿiyya fu Mishārī ibn Saʿūd, un fratello dell'ultimo sovrano di Dirʿiyya. Nel 1824, Turkī b. ʿAbd Allāh, un saudita che riuscì a evitare la cattura da parte degli egiziani, riuscì ad espellere le forze egiziane e i loro alleati locali da Riyad e dintorni. Turkī, un nipote del primo imam saudita Muhammad ibn Sa'ud, viene generalmente indicato come fondatore della seconda dinastia saudita ed è anche l'antenato dei re sauditi odierni. Fece di Riyad la sua capitale e si avvalse dei servizi di molti parenti che erano scappati dalla prigionia in Egitto, incluso suo figlio Fayṣal.
Turkī venne assassinato nel 1834 da Mishārī ibn ʿAbd al-Raḥmān, un lontano cugino. Mishārī venne presto assediato a Riyad e poi condannato a morte da Fayṣal, che diventò il più importante dei sovrani sauditi del secondo regno. Fayṣal, comunque, affrontò una seconda invasione del Najd da parte degli egiziani quattro anni dopo. La popolazione locale fu riluttante a resistere, e Fayṣal venne sconfitto e portato una seconda volta come prigioniero in Egitto nel 1838.
Gli egiziani insediarono Khālid ibn Saʿūd come sovrano a Riyad e lo sostennero con le loro truppe: egli era l'ultimo fratello ancora in vita dell'ultimo imam del primo stato saudita e passò molti anni alla corte egiziana. Nel 1840, comunque, conflitti esterni forzarono gli egiziani a ritirarsi completamente dalla penisola arabica, lasciando Khālid con poco supporto. Visto da molti locali solamente come un governatore egiziano, Khālid venne rovesciato poco dopo da ʿAbd Allāh ibn Thuniyyan, del ramo degli Āl Thuniyyan. Fayṣal, però, che venne liberato quell'anno, aiutato dal sovrano di Ha'il, riuscì a riconquistare Riyad e ad assumerne il controllo. Fayṣal poi designò suo figlio ʿAbd Allāh come principe ereditario e divise i suoi domini fra i suoi tre figli, ʿAbd Allāh, Saʿūd e Muḥammad.
Alla morte di Fayṣal nel 1865, ʿAbd Allāh assunse il governo a Riyad, ma venne presto sfidato da suo fratello Saʿūd, scoppiò quindi una guerra civile in cui si scambiarono più volte la sovranità di Riyad. Precedentemente un vassallo dei sauditi, appartenente alla famiglia Āl Rashīd, Muḥammad b. ʿAbd Allāh b. Rashīd di Hāʾil, colse l'opportunità di intervenire nel conflitto ed accrescere il proprio potere. Gradualmente, Ibn Rashīd estese la propria autorità su tutto il Najd, inclusa la capitale Riyad. Ibn Rashīd alla fine espulse l'ultimo leader saudita, ʿAbd al-Raḥmān b. Fayṣal, dal Najd dopo la battaglia di Mulayda del 1891.

### Arabia Saudita
Dopo la sconfitta a Mulayda, ʿAbd al-Raḥmān ibn Fayṣal andò in esilio con la sua famiglia nel deserto dell'Arabia orientale tra i beduini di al-Murra. Poco dopo trovò rifugio in Kuwait come ospite dell'emiro kuwaitiano Mubarak Al Sabah. Nel 1902 il figlio di ʿAbd al-Raḥmān, ʿAbd al-ʿAzīz, si assunse il compito di ripristinare la sovranità saudita a Riad. Sostenuto da una dozzina di seguaci e accompagnato da alcuni fratelli e parenti, ʿAbd al-ʿAzīz riuscì a prendere il forte Masmak ed uccidere il governatore lì nominato da Ibn Rashīd. ʿAbd al-ʿAzīz, a quanto si dice solamente con venti uomini, venne immediatamente proclamato sovrano di Riad. Come nuovo leader della dinastia saudita, ʿAbd al-ʿAzīz divenne da allora noto come “Ibn Saʿūd”.
Ibn Saʿūd passò i successivi trent'anni provando a ristabilire la sovranità della sua famiglia sulla penisola araba, iniziando dal natio Najd. I suoi principali rivali erano il clan Āl Rashīd ad Hāʾil, lo sharif della Mecca in Hijaz e i turchi ottomani ad al-Hasa. Inoltre, Ibn Saʿūd doveva anche lottare con quello che sarebbe poi diventato il ramo “Saʿūd al-Kabīr” della famiglia, ovvero i discendenti di Saʿūd ibn Fayṣal, zio di Ibn Saʿūd, ormai scomparso, i quali ritenevano di essere i legittimi eredi al trono. Per qualche tempo Ibn Saʿūd riconobbe la sovranità dei sultani ottomani, assumendo anche il titolo di pascià, per allearsi poi con i britannici in contrapposizione agli stessi ottomani, i quali erano sostenuti dagli Āl Rashīd. Con il trattato di Darin, firmato nel 1915, i territori di Ibn Saʿūd diventarono ufficialmente un protettorato britannico, e tali rimasero fino al 1927.
ʿAbd al-ʿAzīz conquistò il Najd nel 1922 e l'Ḥijāz nel 1925. Da sultano del Najd, diventò prima re del Ḥijāz e Najd e poi si autoproclamò re del Regno dell'Arabia Saudita (precedentemente ebbe vari titoli, cominciando con “sultano del Najd” e finendo con “re del Hijaz e Najd e delle loro dipendenze”) nel 1932. Il padre di Ibn Saʿūd, ʿAbd al-Raḥmān, mantenne il titolo onorario di imam. Nel 1937 vicino a Dammam, periti statunitensi scoprirono quella che poi si sarebbe confermata essere la vasta riserva petrolifera dell'Arabia Saudita. Prima della scoperta del petrolio molti dei membri della famiglia erano poveri.
Ibn Saʿūd ebbe dodici figli dalle sue molte mogli ed ebbe al massimo quattro mogli alla volta. Divorziò e si sposò molte volte, entrando così a far parte di molti clan e tribù del suo territorio, tra cui le tribù Banū Khālid, Ajmān, Shammar e Āl al-Shaykh (discendenti di Muḥammad ibn ʿAbd al-Wahhāb). Inoltre organizzò simili matrimoni per i suoi figli e parenti. Indicò il suo figlio più vecchio, Saʿūd, come possibile erede, a cui sarebbe dovuto succedergli il secondo più vecchio, Fayṣal. La famiglia saudita divenne nota come “famiglia reale” ed ogni membro, maschio e femmina, venne rispettivamente insignito del titolo di amīr (principe) e amīra (principessa).
Ibn Saʿūd consolidò l'alleanza con gli Stati Uniti nel 1945 e morì nel 1953. È ancora celebrato ufficialmente come il “fondatore” e solo i suoi diretti discendenti possono prendere il titolo di “sua altezza reale”. La data della riconquista di Riad nel 1902 venne scelta per celebrare il centenario dell'Arabia Saudita, che secondo il calendario lunare islamico cadde nel 1999.
Alla morte di Ibn Saʿūd, suo figlio Saʿūd salì al trono senza incidenti, ma le sue spese sconsiderate portarono ad una lotta per il potere con il nuovo principe ereditario, Fayṣal. Nel 1964 la famiglia reale obbligò Saʿūd ad abdicare in favore di Fayṣal, aiutata da un responso giuridico del gran mufti del paese. In questo periodo alcuni dei figli più giovani di ibn Saʿūd, guidati da Ṭalāl ibn ʿAbd al-ʿAzīz, abbandonarono la famiglia ed andarono in Egitto, chiamandosi “principi liberi”, chiedendo liberalizzazioni e riforme, ma vennero convinti da Fayṣal a ritornare. Vennero pienamente perdonati, ma anche esclusi da futuri ruoli di governo.

Fayṣal venne assassinato nel 1975 da un nipote, Fayṣal ibn Musāʿid, che venne immediatamente giustiziato. Un altro fratello, Khālid, salì allora al trono. Il principe che seguiva nella linea ereditaria in realtà era Muḥammad, ma questi rinunciò in favore del fratello.

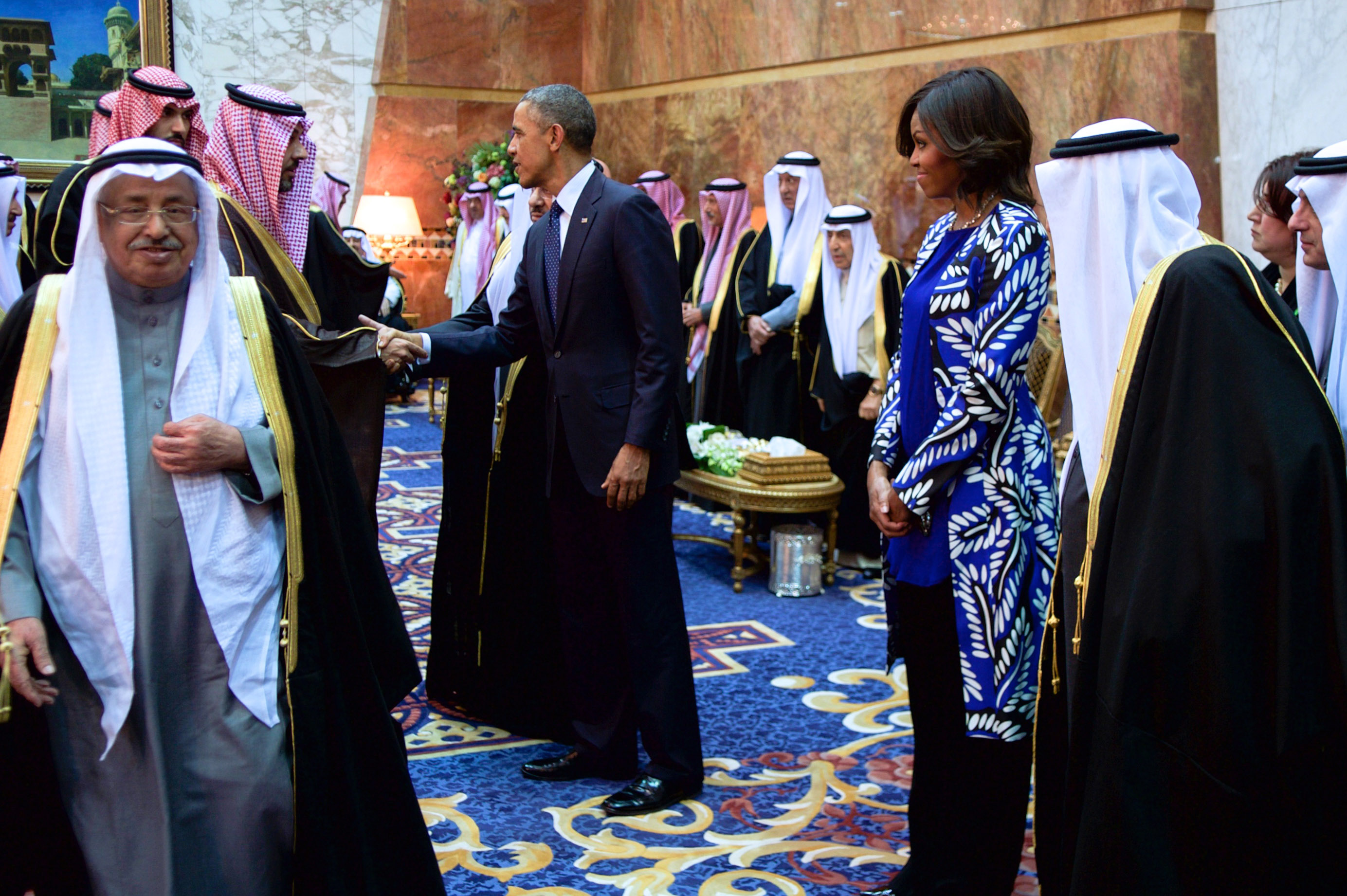
Il presidente degli Stati Uniti Barack Obama offre le sue condoglianze per la morte di re Abdullah, Riyad, 27 gennaio 2015

Khālid morì per un attacco di cuore nel 1982 e gli succedette Fahd, il più vecchio dei potenti “sette Sudayrī”, così chiamati perché figli di Ibn Saʿūd e Ḥaṣṣa al-Sudayrī. Nel 1986 Fahd eliminò il precedente trattamento reale di “Sua Maestà” e lo sostituì con “Custode delle Due Sacre Moschee”, in riferimento alle città sante di Mecca e Medina.
Un infarto nel 1995 lasciò Fahd fisicamente disabile ed il principe ereditario, ʿAbd Allāh, gradualmente assunse molte delle responsabilità del re fino alla sua morte nell'agosto del 2005. ʿAbd Allāh fu proclamato re nel giorno della morte di Fahd e subito nominò suo fratello più giovane, Sulṭān bin ʿAbd al-ʿAzīz, che era ministro della difesa e secondo vice primo ministro, come nuovo successore. Il 27 marzo 2009 ʿAbd Allāh nominò il principe Nāyef ministro degli Interni e secondo vice primo ministro e principe ereditario il 27 ottobre 2011. Sulṭān morì nell'ottobre 2011, mentre Nāyef morì a Ginevra, in Svizzera, il 15 giugno 2012. Il 23 gennaio 2015 ʿAbd Allāh, dopo nove anni di regno, morì dopo una lunga malattia. Il principe ereditario Salmān bin ʿAbd al-ʿAzīz Āl Saʿūd fu proclamato nuovo re.

## Poteri, Caratteristiche e Prerogative

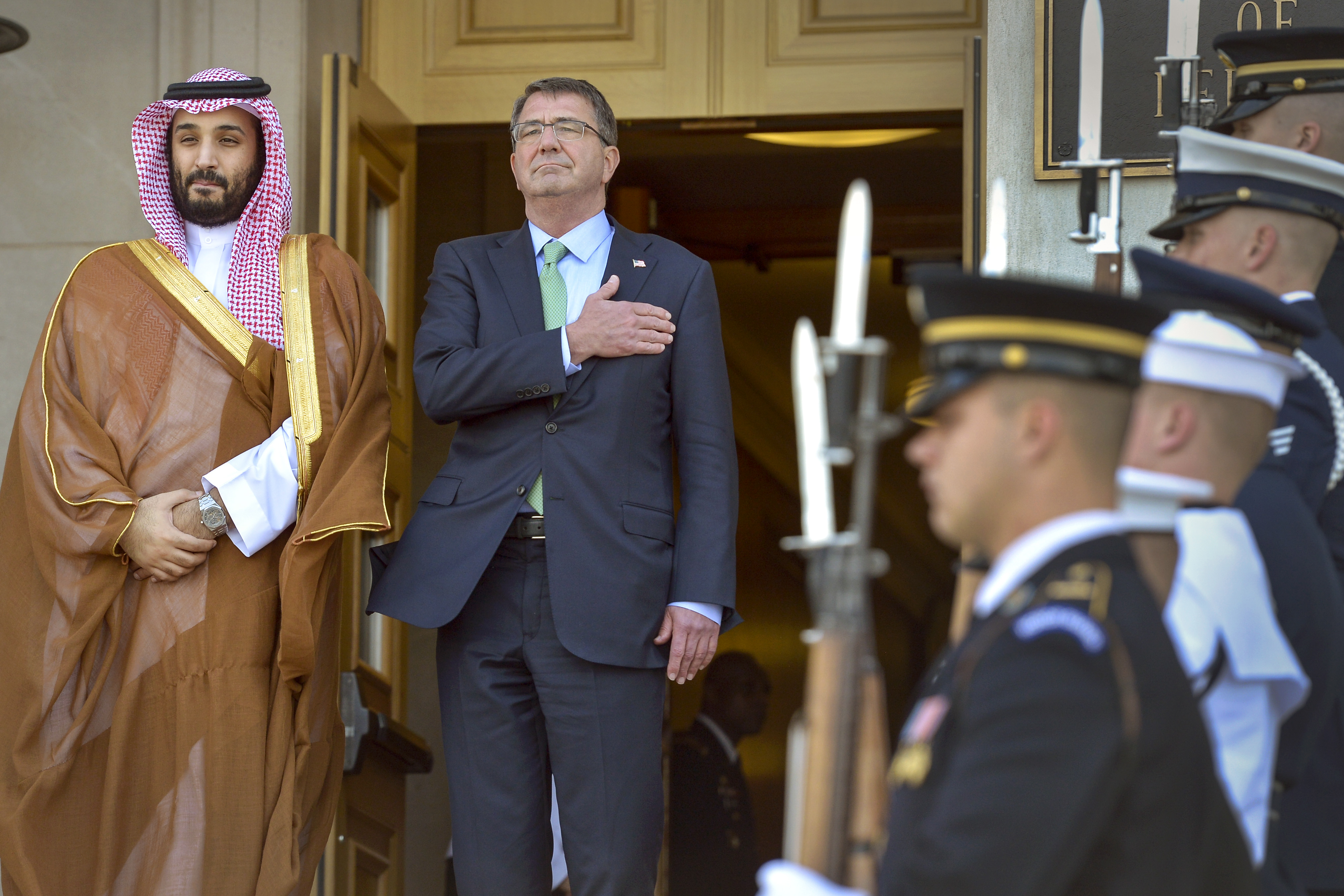
Il principe ereditario e ministro della difesa Mohammad con il segretario alla difesa statunitense Ashton Carter al Pentagono, 13 maggio 2015

Il capo della dinastia saudita è il re dell'Arabia Saudita, che è anche capo di Stato e sovrano del regno dell'Arabia Saudita. Il re detiene potere politico quasi assoluto e nomina i ministri del suo ufficio che li supervisiona in suo nome. I ministeri chiave della difesa, interni, esteri e quasi tutti i 13 posti di governatore regionale sono riservati agli Al Saud. La maggior parte dei portafogli, come quello per le finanze, lavoro, informazione, pianificazioni, affari petroliferi ed industria, tradizionalmente vengono assegnati a cittadini comuni, spesso con giovani membri della dinastia come vice. La famiglia Al Saud detiene anche la maggior parte delle cariche militari e governative importanti. Il potere supremo è sempre rimasto in mano agli Al Saud, anche se il supporto dagli ʿulamāʾ, dalla comunità mercantile e di gran parte della popolazione sono stati fondamentali per il mantenimento dello status quo politico della famiglia.
Le cariche di governo di lunga durata, come quelle di re Abdullah, che era comandante della Guardia Nazionale dal 1963 al 2010, dell'ex principe ereditario Sultan bin 'Abd al-'Aziz Al Sa'ud, che è stato ministro della difesa e dell'aviazione dal 1962 alla sua morte nel 2011, dell'ex principe ereditario Nāyef bin ʿAbd al-ʿAzīz Āl Saʿūd, che è stato ministro degli interni dal 1975 al 2012, del principe Mut'ib bin 'Abd al-'Aziz Al Sa'ud, che è stato degli affari locali e rurali dal 1975 al 2009, e l'attuale re Salman, che è stato governatore della regione di Riyad dal 1963 al 2011, hanno perpetuato la creazione di feudi dove i principi più vecchi hanno spesso mescolato le loro ricchezze private con quelle dei rispettivi domini. Hanno anche nominato i loro figli a posizioni di dominio all'interno dei loro feudi. Alcuni esempi sono il principe Mut'ib bin 'Abd Allah Al Sa'ud, che è stato vicecomandante della guardia nazionale fino al 2010, il principe Khalid bin Sultan Al Sa'ud come viceministro della difesa fino al 2013, il principe Mansour bin Mutaib come viceministro degli affari locali e rurali e il principe Mohammed bin Nayef come viceminisitro degli interni. In alcuni casi dove i portafogli avevano budget molto alti la nomina a vice di fratelli più giovani si è resa necessaria per condividere le ricchezze e le responsabilità di ogni feudo, come nel caso del principe 'Abd al-Rahman ibn 'Abd al-'Aziz Al Sa'ud, che era viceministro della difesa e dell'aviazione Sultan bin 'Abd al-'Aziz, o il principe Bard, vice di re Abdullah nella Guardia Nazionale.
A differenza delle famiglie reali occidentali la monarchia saudita non ha un ordine di successione chiaramente definito. Storicamente, una volta diventato re, il sovrano designava il proprio erede al trono che faceva da principe ereditario del regno. Alla morte del re il principe ereditario diventa re e durante l'assenza di poteri del re il principe ereditario ne assume i poteri. Anche se altri membri della famiglia Al Saud detengono posizioni politiche nel governo, tecnicamente sono solo il re e il principe ereditario a costituire legalmente delle istituzioni politiche.

## Genealogia
Saud bin Muhammad Al Muqrin (1640 - 1726), Emiro di Diriyah:
1. Muhammad (? - 1765), Imam dell'Emirato dal 1744 al 1765; Emiro dal 1726 al 1744:
  1. Abdulaziz (1720 - 1803), Imam ed Emiro di Diriyah dal 1765 al 1803:
    1. Saud (1748 - 27 aprile 1814), Emiro ed Imam dal 1803 al 1804:
      1. Abdullah (? - maggio 1819), sovrano dal 1814 al 1818 -
      2. Mishari
      3. Turki
      4. Nasser
      5. Saad
      6. Khalid (1811 - 1865), emiro di Nejd dal 1838 al 1841

    2. Abdul Rahman
    3. Abdullah
    4. Umar

  2. Abdullah (1725 - 1812):
    1. Saud
    2. Zaid
    3. Ibrahim
    4. Turki (1755 - 1834), emiro di Najd dal 1819 al 1820:
      1. Faisal (1785 - 1865), emiro di Nejd dal 1843 al 1865:
        1. Abdullah (1831 - 1889), emiro dal 1876 al 1889
        2. Saud (1833 - 1875), sovrano dal 1873 al 1875
        3. Muhammad
        4. Abdul Rahman (1850 - 1928), regno dal 1889 al 1891 - ebbe quattro consorti conosciute: 
          - Sara bint Ahmed bin Muhammad Al Sudairi Sara bint Jiluwi bin Turki Al Saud Amsha bint Faraj Al Ajran Al Khalidi

      2. Fahd
      3. Jiluwi (1819 - 1875) - sposò Noura bint Ahmed Al Sudairi:
        1. Sara - sposò Abdul Rahman bin Faisal,
        2. Musaed
        3. Abdullah (1870 - 1938): con discendenza;
        4. Abdulaziz
        5. Fahd

      4. Abdullah

    5. Muhammad
2. Thunayan
  1. Ibrahim
    1. Thunayan 
      1. Abdullah bin Thunayan Al Saud, emiro di Najd (? - luglio 1843):
        1. Abdullah bin Abdullah Al Saud (luglio 1843 - ?) - sposò Tazerun Hanim:
          1. Mohammad - sposò Asia:
            1. 'Iffat al-Thunayan (1916 - 17 febbraio 2000) - sposò Faysal dell'Arabia Saudita: con discendenza;

          2. Ahmed (1889 - 1923) -
          3. Al Jawhara
          4. Sulaiman

## Opposizione

### Opposizione interna
A causa del proprio governo autoritario e teocratico la dinastia saudita ha attirato molte critiche. I suoi oppositori generalmente descrivono la monarchia saudita come totalitaria o dittatoriale. Ci sono stati numerosi incidenti, manifestazione ed altre forme di resistenza contro la dinastia, come la ribellione degli Ikhwan durante il regno di Ibn Saʿūd o i numerosi colpi di stato da diversi rami dell'esercito del regno.
Il 20 novembre 1979 il santuario alla Mecca venne violentemente occupato da 500 dissidenti pesantemente armati, soprattutto uomini della scomparsa tribù Ikhwan degli ʿOtayba, ma anche da altri arabi ed alcuni egiziani che frequentavano studi islamici all'università islamica di Medina. L'occupazione fu guidata da Juhayman al-Otaybi e ʿAbd Allāh al-Qaḥṭānī (convinto dell'imminenza dell'Apocalisse) che denunciavano la corruzione e la immorale sontuosità del governo saudita. al-ʿOtaybī e il suo gruppo attaccarono come bidāʾ (perniciosa innovazione) gli elementi di modernizzazione socio-tecnologica in atto in Arabia Saudita e chiesero che il petrolio non venisse venduto agli Stati Uniti.
Al-ʿOtaybī ebbe uno scarso sostegno al di fuori del piccolo circolo di lavoratori e studenti di origine tribale e di lavoratori stranieri (da Egitto, Yemen e Pakistan). La famiglia saudita si rivolse agli ʿulamāʾ che emisero una fatwā che permetteva di assaltare il santuario. Forze armate saudite, aiutate da forze speciali francesi e pachistane, impiegarono due settimane per far uscire i ribelli dal santuario; l'uso di commando francesi fu sorprendente in quanto, ufficialmente, i non musulmani non possono entrare a La Mecca. Secondo Lawrence Wright, il commando della GIGN si sarebbe convertito (non si sa quanto in buona fede) all'Islam, anche se questa ricostruzione è stata contraddetta da almeno altre due, fra cui quella del comandante del GIGN Christian Prouteau, il quale disse che i tre uomini del commando del CICN non presero parte all'azione e non misero piede nella moschea, sostenendo che l'operazione venne compiuta da uomini delle forze speciali pachistane.
Tutti gli uomini sopravvissuti, al-ʿOtaybī compreso, vennero decapitati pubblicamente in quattro città dell'Arabia Saudita.